# Анішинаабе
Анішинаабе або анішинабе (Anishinaabe) — самоназва групи індіанських племен Канади та США, що розмовляли мовами анішінаабе (оджибве) алґської мовної родини. До анішинаабе належать такі племена, об'єднані родинними зв'язками та культурними традиціями: оджибве, оттава, потаватомі, алгонкін, ніпіссінг. Також близькою до мови анішинаабе є мова племені оджи-крі.
Назва «анішинаабе» означає «перші (корінні) люди». У деяких племінних діалектах це слово має іншу форму: Anishinabe, Anishnabe, Anishnaabe, Nishnaabe, Nishnabe, Nishnawbe, Anishnawbe, Anicinabe.
Споконвічні території анішинаабе — на півночі США та на півдні Канади в районі Великих озер.